# A zöld íjász univerzuma
A zöld íjász univerzuma, más néven Arrowverzum (angolul: Arrowverse) amerikai médiafranchise, amely különféle összekapcsolt televíziós sorozatokra koncentrál. A sorozatot Greg Berlanti, Marc Guggenheim, Andrew Kreisberg, Geoff Johns, Ali Adler, Phil Klemmer, Salim Akil és Caroline Dries fejlesztették ki, a DC Comics kiadványaiban szereplő karakterek alapján.
A franchise A zöld íjásszal kezdődött, amelynek alapja a Zöld íjász karakter, amely 2012 októberében debütált. Ezt követi a Flash – A Villám 2014-ben, és az animált Vixen web-sorozat 2015-ben. A franchise tovább bővült 2016 januárjában, amikor debütált egy új sorozat, melynek címe A holnap legendái, melynek főszereplőit már megismerhettük A zöld íjászban vagy a Flash-ben. Ugyanebben az évben a CBS elindította a Supergirl sorozatot, amelyet második évadától áthelyeztek a The CW-re, ahol azóta is látható. Az ötödik sorozat, a Batwoman, premierje 2019-ben volt. 2014 óta minden évben van egy crossover rész, amelyben az összes sorozat szereplői részt vesznek együtt. 2022 januárjában bejelentették, hogy indul egy új sorozat Justice U címmel, A zöld íjászból megismert John Diggle-el (David Ramsey) a főszerepben.

## Sorozatok

### A zöld íjász(2012-2020)
A sorozat cselekménye Oliver Queen életének mindennapjait mutatja be. Oliver 2007-ben egy hajószerencsétlenség áldozata lett és öt évig volt egy szigeten. Megtalálják és mire hazaér teljesen megváltozik. Oliver gyakran gondol vissza a szigeten eltöltött időkre és eldönti, hogy megmenti városát Starling Cityt a bűnözőktől. Ezért napjait Oliverként tölti, aztán éjszaka csuklyát és íjat ragadva harcol a bűnözők ellen. Visszaemlékezésekben megtudjuk, hogy mik történtek vele a szigeten.

### Flash – A Villám(2014-2023)
Miután átélte édesanyjának halálát és édesapjának igazságtalan elítélését, Barry Allent, Joe West nyomozó és lánya Iris fogadta örökbe. Allenből egy kiváló de elég ügyetlen bűnügyi nyomozó lett a Central City Rendőrségen. A tragikus múltja miatti megszállottsága okán a társai kiközösítették. Megoldatlan ügyeken, paranormális jelenségeken, és különböző tudományos felfedezéseken dolgozott, hogy kiderítse, ki az anyja gyilkosa. Senki sem akart hinni Barrynek, miszerint egy gömb alakú villám egy emberi arccal, szállta meg a házukat azon az éjszakán. Mindenáron beakarta bizonyítani igazát, hogy tisztázhassa apját. 14 évvel édesanyjának halálát követően, egy fejlett részecskegyorsító üzemzavarát követően – mikor éppen be akarták mutatni a központot – az egész belvárost elárasztotta egy ismeretlen anyagú sugárzás, egy komoly vihar közben. Barry épp a laborjában volt, mikor belecsapott a villám. 9 hónapos kóma után kelt fel és vette észre, hogy emberfeletti gyorsasággal rendelkezik. Dr. Harrison Wells, a kegyvesztett tervezője a részecskegyorsítónak, Allen sajátos képességét „metahumánoknak” nevezte. Barry hamar felfedezte, hogy nem Ő az egyetlen aki azon az estén képességekre tett szert a sugárzás által. Megfogadta, hogy az adottsága által megvédi városát, Central Cityt a bűnözőktől és leszámol az erőszakkal. Néhány barátjával alkot egy csapatot a S.T.A.R. Labsben, akik együtt dolgoznak, és védik Barry titkát.

### Constantine(2014-2015)
John Constantine foglalkozása szerint ördögűző és démonvadász. Azonban egy balul sikerült ügy után szeretne mindezzel felhagyni, és megszabadulni a szellemvilágtól. Csak hogy a szellemvilág nem akar megszabadulni tőle, így újra vissza kell térnie, hogy megvédje egykori társának lányát. Eközben pedig az is kiderül, hogy a pokol teremtményei a korábbinál is nagyobb erőkkel szabadulnak világunkra.

### Supergirl(2015-2021)
A Krypton bolygót hatalmas veszély fenyegette. A csecsemő Kal-Elt a családja egy űrhajóval a Földre küldte. 13 éves unokatestvére feladata lett volna, hogy vigyázzon rá, ám Kara űrhajója a bolygó megsemmisülésekor a Fantom Zónába került. Az űrnek egy olyan területére, ahol nem múlik az idő. 24 évvel később Kara űrhajója elhagyta a Fantom Zónát és megérkezett a Földre … és vele együtt a Fort Rozz is, a Krypton legveszélyesebb bűnözőivel. Kal-El azóta felnőtt és a világ már Supermanként ismerte őt. Két tudós örökbe fogadta Karát, hogy normális gyerekkort biztosítsanak számára. Kara jelenleg National City-ben a CatCo Worldwide Mediánál dolgozik Cat Grant asszisztenseként. Amikor „testvére”, Alex élete veszélybe kerül a segítségére siet és ezzel felfedi képességeit a város számára. National City új hőse csatlakozik a DEO-hoz (Különleges tevékenységek osztálya), hogy megvédje a Földet a földönkívüliek inváziójától.

### A holnap legendái(2016-2022)
Rip Hunter családját megölte Vandal Savage, aki egy kegyetlen diktátor, a jövőben az övé az egész világ. Rip ezért úgy dönt, hogy megszegi az Időmesterek Tanácsának tett esküjét, és elindul levadászni Vandal-t. De ehhez segítségre van szüksége, mert egyedül kevés hozzá. Visszamegy az időben és összeállít egy csapatot, amelynek Sólyom és Sólyomlány, Atom, Fehér Kanári, Tűzvihar és két bűnöző, Snart-t és Rory lesz a tagja. De a Tanács egy fejvadászt küldött Rip után, mert az eskü szerint ők nem szólhatnak bele az emberek dolgaiba, csak az idővonalat védhetik. A fejvadász, mint kiderül, Mick a jövőből, aki szintén a csapat tagja. Ő is csatlakozik, és az időmesterek ellen fordul. Ezután még egy fejvadászt küldenek, akit Rip fiatalabb énje öl meg. A legendák folytatják küldetésüket. A terv az, hogy még hatalomra jutása előtt állítják meg Vandalt Ezt többször is megpróbálják. Végül sikerül elkapniuk. De Vandal szövetségre lépett az időmesterekkel így nem őt, hanem Ripet zárják börtönbe. Az időmesterek és Vandal közös terve az, hogy irányítani fogják az idővonalat. Végül kiszabadulnak és Snart az életét adja a csapatért. Sikeresen megsemmisítik az időmesterek Okulus nevű szerkezetét (Ezzel lehet irányítani az idővonalat, Snart ennek a felrobbantása közben halt meg) de Vandal meglépett. Elrabolta Sólyomlányt. A terve, hogy az idő minden pontján létezni fog, és ezáltal megszilárdítja saját uralmát a világ felett.

### Fekete Villám(2018-2021)
A sorozat egy, a bandák uralta New Orleans-ban a környékbéli gyerekeknek menedéket adó iskola igazgatójáról szól. Jefferson Pierce, aki 9 évvel korábban valódi szuperhős volt. Azonban amikor látta, hogy az életveszélyes helyzetek milyen hatással vannak családjára, visszavonult és képességei nélkül boldogul, két lányát segítve. Azonban a bűnözés és a korrupció akkora méreteket ölt, hogy kénytelen ismét maszkot ölteni, hogy családján és közösségén segítsen.

### Batwoman(2019-2022)
A sorozat helyszíne Gotham, 3 évvel Batman eltűnése után, amikor a várost a totális kétségbeesés fenyegeti. A rendőrség nem bír a bűnözőkkel, mindössze egy privát milícia tartja fenn a rendet. A szervezet fejének szabadszájú és társadalmi igazságosságra törekvő lánya épp ekkor tér vissza katonai iskolából való kirúgását és több éves kiképzést követően, és megvalósítja azt, amitől apja rettegett, önjelölt álarcos bosszúálló lesz belőle, hogy így vigye tovább eltűnt unokatestvére, Bruce Wayne örökségét. Persze a segítőivel dolgozó Kate Kane-nek. még saját démonjait is le kell gyűrnie ahhoz, hogy a remény szimbólumává válhasson.

### Superman és Lois(2021-2024)
A család fontosabb, mint a világ megmentése. A történet természetesen a világ leghíresebb szuperhőséről, Supermanről szól és az újságíró Lois Lane-ről, ahogy a megpróbálnak megküzdeni a stresszel, a rájuk nehezedő nyomással, valamint annak komplexitásával, hogy milyen a ma társadalmában dolgozó szülőnek lenni.

## Évados áttekintés
| Sorozat           | Évad | Évad | Részek száma | Sugárzás           | Sugárzás            | Sugárzás         | Sugárzás             | Sugárzás            | Sugárzás              | Showrunner                                                  | Állapot             |
| Sorozat           | Évad | Évad | Részek száma | Eredeti sugárzás   | Eredeti sugárzás    | Eredeti sugárzás | Magyar sugárzás      | Magyar sugárzás     | Magyar sugárzás       | Showrunner                                                  | Állapot             |
| Sorozat           | Évad | Évad | Részek száma | Premier            | Évadzáró            | Adó              | Premier              | Évadzáró            | Adó                   | Showrunner                                                  | Állapot             |
| ----------------- | ---- | ---- | ------------ | ------------------ | ------------------- | ---------------- | -------------------- | ------------------- | --------------------- | ----------------------------------------------------------- | ------------------- |
| A zöld íjász      |      | 1    | 23           | 2012. október 10.  | 2013. május 13.     | The CW           | 2013. február 1.     | 2013. június 28.    | RTL Klub              | Greg Berlanti, Andrew Kreisberg, Marc Guggenheim            | Leadva és befejezve |
| A zöld íjász      |      | 2    | 23           | 2013. október 9.   | 2014. május 14.     | The CW           | 2014. január 10.     | 2014. június 20.    | RTL Klub              | Greg Berlanti, Andrew Kreisberg, Marc Guggenheim            | Leadva és befejezve |
| A zöld íjász      |      | 3    | 23           | 2014. október 8.   | 2015. május 13.     | The CW           | 2016. január 3.      | 2016. június 5.     | Cool TV               | Marc Guggenheim                                             | Leadva és befejezve |
| A zöld íjász      |      | 4    | 23           | 2015. október 7.   | 2016. május 25.     | The CW           | 2016. június 12.     | 2016. november 13.  | Cool TV               | Wendy Mericle, Marc Guggenheim                              | Leadva és befejezve |
| A zöld íjász      |      | 5    | 23           | 2016. október 5.   | 2017. május 24.     | The CW           | 2017. szeptember 23. | 2018. január 27.    | Cool TV               | Wendy Mericle, Marc Guggenheim                              | Leadva és befejezve |
| A zöld íjász      |      | 6    | 23           | 2017. október 12.  | 2018. május 17.     | The CW           | TBA                  | TBA                 | TBA                   | Wendy Mericle, Marc Guggenheim                              | Leadva és befejezve |
| A zöld íjász      |      | 7    | 22           | 2018. október 15.  | 2019. május 13.     | The CW           | TBA                  | TBA                 | TBA                   | Beth Schwartz                                               | Leadva és befejezve |
| A zöld íjász      |      | 8    | 10           | 2019. október 15.  | 2020. január 28.    | The CW           | TBA                  | TBA                 | TBA                   | Marc Guggenheim, Beth Schwartz                              | Leadva és befejezve |
| Flash – A Villám  |      | 1    | 23           | 2014. október 7.   | 2015. május 19.     | The CW           | 2016. március 1.     | 2016. május 24.     | Viasat 3              | Andrew Kreisberg                                            | Leadva és befejezve |
| Flash – A Villám  |      | 2    | 23           | 2015. október 6.   | 2016. május 24.     | The CW           | 2016. május 24.      | 2016. augusztus 9.  | Viasat 3              | Andrew Kreisberg, Gabrielle Stanton, Aaron and Todd Helbing | Leadva és befejezve |
| Flash – A Villám  |      | 3    | 23           | 2016. október 4.   | 2017. május 23.     | The CW           | 2017. március 22.    | 2017. június 28.    | Viasat 3              | Todd and Aaron Helbing, Andrew Kreisberg                    | Leadva és befejezve |
| Flash – A Villám  |      | 4    | 23           | 2017. október 10.  | 2018. május 22.     | The CW           | TBA                  | TBA                 | TBA                   | Andrew Kreisberg, Todd Helbing                              | Leadva és befejezve |
| Flash – A Villám  |      | 5    | 22           | 2018. október 9.   | 2019. május 14.     | The CW           | TBA                  | TBA                 | TBA                   | Todd Helbing                                                | Leadva és befejezve |
| Flash – A Villám  |      | 6    | 19           | 2019. október 8.   | 2020. május 12.     | The CW           | TBA                  | TBA                 | TBA                   | Eric Wallace                                                | Leadva és befejezve |
| Flash – A Villám  |      | 7    | 18           | 2021. március 2.   | 2021. július 20.    | The CW           | TBA                  | TBA                 | TBA                   | Eric Wallace                                                | Leadva és befejezve |
| Flash – A Villám  |      | 8    | 20           | 2021. november 16. | 2022. június 29.    | The CW           | TBA                  | TBA                 | TBA                   | Eric Wallace                                                | Leadva és befejezve |
| Flash – A Villám  |      | 9    | 13           | 2023. február 8.   | 2023. május 24.     | The CW           | TBA                  | TBA                 | TBA                   | TBA                                                         | Leadva és befejezve |
| Constantine       |      | 1    | 13           | 2014. október 24.  | 2015. február 13.   | NBC              | TBA                  | TBA                 | TBA                   | David S. Goyer, Mark Verheiden                              | Leadva és befejezve |
| Supergirl         |      | 1    | 20           | 2015. október 26.  | 2016. április 18.   | CBS              | 2016. augusztus 16.  | 2016. október 18.   | Viasat 3              | Greg Berlanti, Ali Adler, Sarah Schechter, Andrew Kreisberg | Leadva és befejezve |
| Supergirl         |      | 2    | 22           | 2016. október 10.  | 2017. május 22.     | The CW           | 2017. június 6.      | 2018. június 25.    | Viasat 3, Sony Max    | Greg Berlanti, Ali Adler, Sarah Schechter, Andrew Kreisberg | Leadva és befejezve |
| Supergirl         |      | 3    | 23           | 2017. október 9.   | 2018. június 18.    | The CW           | 2018. június 26.     | 2018. július 26.    | Sony Max              | Andrew Kreisberg, Jessica Queller Robert Rovner             | Leadva és befejezve |
| Supergirl         |      | 4    | 22           | 2018. október 14.  | 2019. május 19.     | The CW           | 2019. július 15.     | 2019. augusztus 13. | Sony Max              | Jessica Queller, Robert Rovner                              | Leadva és befejezve |
| Supergirl         |      | 5    | 19           | 2019. október 6.   | 2020. május 17.     | The CW           | TBA                  | TBA                 | TBA                   | Jessica Queller, Robert Rovner                              | Leadva és befejezve |
| Supergirl         |      | 6    | 20           | 2021. március 30.  | 2021. november 9.   | The CW           | TBA                  | TBA                 | TBA                   | Jessica Queller, Robert Rovner                              | Leadva és befejezve |
| A holnap legendái |      | 1    | 16           | 2016. január 21.   | 2016. május 19.     | The CW           | 2016. augusztus 24.  | 2016. október 12.   | Viasat 6              | Phil Klemmer, Chris Fedak                                   | Leadva és befejezve |
| A holnap legendái |      | 2    | 17           | 2016. október 13.  | 2017. április 4.    | The CW           | 2017. szeptember 6.  | 2018. január 3.     | Viasat 6              | Phil Klemmer, Chris Fedak                                   | Leadva és befejezve |
| A holnap legendái |      | 3    | 18           | 2017. október 10.  | 2018. április 9.    | The CW           | 2018. augusztus 29.  | 2018. október 24.   | Viasat 6              | Phil Klemmer, Marc Guggenheim                               | Leadva és befejezve |
| A holnap legendái |      | 4    | 16           | 2018. október 22.  | 2019. május 20.     | The CW           | 2019. szeptember 18. | 2020. január 15.    | Viasat 6              | Phil Klemmer, Keto Shimizu                                  | Leadva és befejezve |
| A holnap legendái |      | 5    | 15           | 2020. január 21.   | 2020. június 2.     | The CW           | 2021. január 26.     | 2021. május 4.      | Viasat 6              | Phil Klemmer, Keto Shimizu                                  | Leadva és befejezve |
| A holnap legendái |      | 6    | 15           | 2021. május 2.     | 2021. szeptember 5. | The CW           | 2021. november 17.   | 2022. február 2.    | Viasat 6              | Phil Klemmer, Keto Shimizu                                  | Leadva és befejezve |
| A holnap legendái |      | 7    | 13           | 2021. október 13.  | 2022. március 2.    | The CW           | 2023. május 15.      | 2023. augusztus 14. | AXN                   | Phil Klemmer, Keto Shimizu                                  | Leadva és befejezve |
| Black Lightning   |      | 1    | 13           | 2018. január 16.   | 2018. április 17.   | The CW           | 2020. február 28.    | 2020. február 28.   | Netflix (Feliratosan) | Salim Akil                                                  | Leadva és befejezve |
| Black Lightning   |      | 2    | 16           | 2018. október 9.   | 2019. március 18.   | The CW           | 2020. március 26.    | 2020. március 26.   | Netflix (Feliratosan) | Salim Akil                                                  | Leadva és befejezve |
| Black Lightning   |      | 3    | 16           | 2019. október 7.   | 2020. március 9.    | The CW           | 2020. április 1.     | 2020. április 1.    | Netflix (Feliratosan) | Salim Akil                                                  | Leadva és befejezve |
| Black Lightning   |      | 4    | 13           | 2021. február 8.   | 2021. május 24.     | The CW           | 2021. június 29.     | 2021. június 29.    | Netflix (Feliratosan) | Salim Akil                                                  | Leadva és befejezve |
| Batwoman          |      | 1    | 20           | 2019. október 6.   | 2020. május 17.     | The CW           | 2019. december 22.   | 2020. augusztus 10. | HBO 3,HBO Go          | Caroline Dries                                              | Leadva és befejezve |
| Batwoman          |      | 2    | 18           | 2021. január 17.   | 2021. június 27.    | The CW           | 2021. április 7.     | 2021. augusztus 18. | HBO 3                 | Caroline Dries                                              | Leadva és befejezve |
| Batwoman          |      | 3    | 13           | 2021. október 13.  | 2022. március 2.    | The CW           | 2022. március 19.    | 2022. június 11.    | HBO 3                 | Caroline Dries                                              | Leadva és befejezve |
| Superman és Lois  |      | 1    | 15           | 2021. február 23.  | 2021. augusztus 17. | The CW           | 2021. május 2.       | 2021. október 10.   | HBO Go                | Todd Helbing                                                | Leadva és befejezve |
| Superman és Lois  |      | 2    | 15           | 2022. január 11.   | 2022. június 28.    | The CW           | 2022. április 15.    | 2022. augusztus 13. | HBO Max               | Todd Helbing                                                | Leadva és befejezve |
| Superman és Lois  |      | 3    | 13           | 2023. március 14.  | 2023. június 27.    | The CW           | 2023. július 11.     | 2023. július 11.    | HBO Max               | TBA                                                         | Leadva és befejezve |
| Superman és Lois  |      | 4    | 10           | 2024. október 7.   | 2024. december 2.   | The CW           | 2024. október 16.    | 2024. december 11.  | HBO Max               | TBA                                                         | Leadva és befejezve |

## Szereplők
| Szereplő                                     | Színész                                                                          | Magyar hang                                                                                 | Televiziós Sorozatok | Televiziós Sorozatok | Televiziós Sorozatok | Televiziós Sorozatok | Televiziós Sorozatok | Televiziós Sorozatok | Televiziós Sorozatok |
| Szereplő                                     | Színész                                                                          | Magyar hang                                                                                 | A zöld Íjász         | Flash – A Villám     | Supergirl            | A Holnap Legendái    | Black Lightning      | Batwoman             | Superman és Lois     |
| -------------------------------------------- | -------------------------------------------------------------------------------- | ------------------------------------------------------------------------------------------- | -------------------- | -------------------- | -------------------- | -------------------- | -------------------- | -------------------- | -------------------- |
| Oliver Queen                                 | Stephen Amell                                                                    | Bozsó Péter                                                                                 | Fő                   | Vendég               | Vendég               | Vendég               |                      | Vendég               |                      |
| Oliver Queen (X-Föld)                        | Stephen Amell                                                                    | Bozsó Péter                                                                                 | Vendég               | Vendég               | Vendég               | Vendég               |                      |                      |                      |
| Oliver Queen (Föld-16)                       | Stephen Amell                                                                    | Bozsó Péter                                                                                 |                      |                      | Vendég               |                      |                      |                      |                      |
| Barry Allen                                  | Grant Gustin                                                                     | Szabó Máté, Jéger Zsombor (Batwoman)                                                        | Vendég               | Fő                   | Vendég               | Vendég               | Megemlítve           | Vendég               |                      |
| Barry Allen (Föld-2)                         | Grant Gustin                                                                     | Szabó Máté                                                                                  |                      | Vendég               |                      |                      |                      |                      |                      |
| Barry Allen/ Savitar (időmaradvány)          | Grant Gustin (Barry Allen) Andre Tricoteux (Savitar) Tobin Bell (Savitar hangja) | Szabó Máté, Koncz István                                                                    |                      | Fő                   |                      | Megemlítve           |                      |                      |                      |
| Kara Danvers (Föld-38)                       | Melissa Benoist                                                                  | Gáspár Kata                                                                                 | Vendég               | Vendég               | Fő                   | Vendég               |                      | Vendég               |                      |
| Kara Danvers (X-Föld)                        | Melissa Benoist                                                                  | Gáspár Kata                                                                                 | Vendég               | Vendég               | Vendég               | Vendég               |                      |                      |                      |
| Vörös Lány (Föld-38)                         | Melissa Benoist                                                                  | Gáspár Kata                                                                                 |                      |                      | Vendég               |                      |                      |                      |                      |
| Sara Lance                                   | Caity Lotz                                                                       | Nemes Takách Kata, Földes Eszter (Batwoman)                                                 | Visszatérő           | Vendég               | Vendég               | Fő                   |                      | Vendég               |                      |
| Kate Kane                                    | Ruby Rose (1. évad) Wallis Day (2. évadtól)                                      | Pálmai Anna, Sipos Eszter Anna (Supergirl 5x09)                                             | Vendég               | Vendég               | Vendég               | Vendég               |                      | Fő                   |                      |
| Ryan Wilder                                  | Javicia Leslie                                                                   | Szilágyi Csenge                                                                             |                      | Vendég               |                      |                      |                      | Fő                   |                      |
| Red Death                                    | Javicia Leslie                                                                   |                                                                                             |                      | Fő                   |                      |                      |                      |                      |                      |
| Ray Palmer                                   | Brandon Routh                                                                    | Pál Tamás                                                                                   | Visszatérő           | Vendég               | Vendég               | Fő                   |                      | Vendég               |                      |
| Clark Kent (Föld-96)                         | Brandon Routh                                                                    | Pál Tamás                                                                                   |                      | Vendég               |                      | Vendég               |                      | Vendég               |                      |
| Mick Rory                                    | Dominic Purcell                                                                  | Pál András, László Zsolt                                                                    | Vendég               | Visszatérő           | Vendég               | Fő                   |                      |                      |                      |
| Clark Kent (Föld-38)                         | Tyler Hoechlin                                                                   | Szatory Dávid                                                                               | Vendég               | Vendég               | Visszatérő           | Vendég               | Megemlítve           | Vendég               | Fő                   |
| Bizarro Superman (Bizzaro World)             | Tyler Hoechlin                                                                   | Szatory Dávid                                                                               |                      |                      |                      |                      |                      |                      | Vendég               |
| Lois Lane (Föld-38)                          | Elizabeth Tulloch                                                                | Mórocz Adrienn, Haffner Anikó (Batwoman)                                                    | Vendég               | Vendég               | Visszatérő           | Vendég               |                      | Vendég               | Fő                   |
| Bizarro Lois Lane (Bizzaro World)            | Elizabeth Tulloch                                                                | Mórocz Adrienn                                                                              |                      |                      |                      |                      |                      |                      | Vendég               |
| Jonathan "Jon" Kent                          | Jordan Elsass                                                                    | Czető Ádám                                                                                  |                      |                      |                      |                      |                      |                      | Fő                   |
| Bizarro Jonathan Kent/Jon-El (Bizzaro World) | Jordan Elsass                                                                    | Czető Ádám                                                                                  |                      |                      |                      |                      |                      |                      | Vendég               |
| Jordan Kent                                  | Alexander Garfin                                                                 | Baráth István                                                                               |                      |                      |                      |                      |                      |                      | Fő                   |
| Bizarro Jordan Kent (Bizzaro World)          | Alexander Garfin                                                                 | Baráth István                                                                               |                      |                      |                      |                      |                      |                      | Vendég               |
| Samuel "Sam" Lane                            | Glenn Morshower                                                                  | Szélyes Imre                                                                                |                      |                      | Vendég               |                      |                      |                      |                      |
| Samuel "Sam" Lane                            | Dylan Walsh                                                                      | Rosta Sándor                                                                                |                      |                      |                      |                      |                      |                      | Fő                   |
| Bizarro Sam Lane (Bizzaro World)             | Dylan Walsh                                                                      | Rosta Sándor                                                                                |                      |                      |                      |                      |                      |                      | Vendég               |
| Lucy Lane                                    | Jenna Dewan Tatum                                                                | Tornyi Ildikó                                                                               |                      |                      | Vendég               |                      |                      |                      | Vendég               |
| Alex Danvers (Föld-38)                       | Chyler Leigh                                                                     | Varga Gabriella                                                                             | Vendég               | Vendég               | Fő                   | Vendég               |                      |                      |                      |
| Jor-El                                       | Angus Macfadyen                                                                  |                                                                                             |                      |                      | Megemlítve           |                      |                      |                      | Vendég               |
| Lara Lor-Van                                 | Mariana Klaveno                                                                  | Orosz Anna                                                                                  |                      |                      |                      |                      |                      |                      | Vendég               |
| John Henry Irons                             | Wolé Parks                                                                       | Makranczi Zalán                                                                             |                      |                      |                      |                      |                      |                      | Fő                   |
| Bruce Wayne                                  | Warren Christie                                                                  | Lux Ádám                                                                                    | Megemlítve           |                      |                      |                      |                      | Vendég               |                      |
| Sophie Moore                                 | Meagan Tandy                                                                     | Nemes Takách Kata                                                                           |                      |                      |                      |                      |                      | Fő                   |                      |
| Luke Fox                                     | Camrus Johnson                                                                   | Baráth István                                                                               |                      |                      |                      |                      |                      | Fő                   |                      |
| Luke Fox (Föld-99)                           | Camrus Johnson                                                                   | Baráth István                                                                               |                      |                      |                      |                      |                      | Vendég               |                      |
| Mary Hamilton                                | Nicole Kang                                                                      | Tamási Nikolett                                                                             |                      |                      |                      |                      |                      | Fő                   |                      |
| Dr. Caitlin Snow                             | Danielle Panabaker                                                               | Ruttkay Laura, Mezei Kitty (Flash 3x11-)                                                    | Vendég               | Fő                   | Vendég               | Vendég               |                      |                      |                      |
| Gyilkos Fagy                                 | Danielle Panabaker                                                               | Mezei Kitty                                                                                 |                      | Fő                   |                      | Vendég               |                      |                      |                      |
| Khione / Snow                                | Danielle Panabaker                                                               |                                                                                             |                      | Fő                   |                      |                      |                      |                      |                      |
| Dr. Caitlin Snow (Föld-2)                    | Danielle Panabaker                                                               | Ruttkay Laura                                                                               |                      | Vendég               |                      |                      |                      |                      |                      |
| Cisco Ramon                                  | Carlos Valdes                                                                    | Czető Roland                                                                                | Vendég               | Fő                   | Vendég               | Vendég               |                      |                      |                      |
| Cisco Ramon (Föld-2)                         | Carlos Valdes                                                                    | Czető Roland                                                                                |                      | Vendég               |                      |                      |                      |                      |                      |
| Amaya Jiwe (1942)                            | Maisie Richardson-Sellers                                                        | Gyöngy Zsuzsa                                                                               | Vendég               | Vendég               | Vendég               | Fő                   |                      |                      |                      |
| Charlie / Klóthó                             | Maisie Richardson-Sellers (Amaya Jiwe alakjában) Anjli Mohindra (1970-ben)       | Gyöngy Zsuzsa (Amaya Jiwe alakjában) Bánfalvi Eszter (1970-ben)                             |                      |                      |                      | Fő                   |                      |                      |                      |
| Zari Tomaz (2042)                            | Tala Ashe                                                                        | Haumann Petra                                                                               |                      |                      |                      | Fő                   |                      |                      |                      |
| Zari Tazari (2044)                           | Tala Ashe                                                                        | Haumann Petra                                                                               |                      |                      |                      | Fő                   |                      |                      |                      |
| Behrad Tarazi (2044)                         | Shayan Sobhian                                                                   | Tasnádi Bence                                                                               |                      |                      |                      | Fő                   |                      |                      |                      |
| Felicity Smoak                               | Emily Bett Rickards                                                              | Solecki Janka                                                                               | Fő                   | Vendég               | Vendég               | Vendég               |                      |                      |                      |
| John Diggle                                  | David Ramsey                                                                     | Epres Attila                                                                                | Fő                   | Vendég               | Vendég               | Vendég               |                      | Vendég               | Vendég               |
| Lyla Michaels                                | Audrey Marie Anderson                                                            | Román Judit                                                                                 | Fő                   | Vendég               | Vendég               | Vendég               |                      | Vendég               |                      |
| Mari McCabe                                  | Megalyn Echikunwoke                                                              | Urbán Andrea                                                                                | Vendég               |                      |                      | Megemlítve           |                      |                      |                      |
| Hank Henshaw / J'onn J'onzz (Föld-38)        | David Harewood                                                                   | Háda János                                                                                  | Vendég               | Vendég               | Fő                   | Vendég               |                      |                      |                      |
| Eobard Thawne (22. század)                   | Matt Letscher                                                                    | Zámbori Soma                                                                                |                      | Fő                   |                      | Visszatérő           |                      |                      |                      |
| Eobard Thawne (22. század)                   | Tom Cavanagh                                                                     | Debreczeny Csaba                                                                            |                      | Fő                   |                      |                      |                      |                      |                      |
| Dr. Harrison Wells                           | Tom Cavanagh                                                                     | Debreczeny Csaba                                                                            |                      | Vendég               |                      |                      |                      |                      |                      |
| Eobard Thawne (X-Föld)                       | Tom Cavanagh                                                                     | Debreczeny Csaba                                                                            | Vendég               | Vendég               | Vendég               | Vendég               |                      |                      |                      |
| Dr. Harry Wells (Föld-2)                     | Tom Cavanagh                                                                     | Debreczeny Csaba                                                                            | Vendég               | Fő                   | Vendég               | Vendég               |                      |                      |                      |
| H. R. Wells (Föld-19)                        | Tom Cavanagh                                                                     | Debreczeny Csaba                                                                            |                      | Fő                   |                      |                      |                      |                      |                      |
| Sherloque Wells (Föld-221)                   | Tom Cavanagh                                                                     | Debreczeny Csaba                                                                            |                      | Fő                   |                      |                      |                      |                      |                      |
| Nash Wells (Föld-?)                          | Tom Cavanagh                                                                     | Debreczeny Csaba                                                                            |                      | Fő                   | Vendég               | Vendég               |                      |                      |                      |
| Nia Nal (Föld-38)                            | Nicole Maines                                                                    | Rujder Vivien, Bogdányi Titanilla (Supergirl 4x11-től)                                      |                      |                      | Fő                   | Vendég               |                      |                      |                      |
| Querl Dox / Észlény (Föld-38)                | Jesse Rath                                                                       | Jéger Zsombor                                                                               |                      |                      | Fő                   |                      |                      |                      |                      |
| Ronnie Raymond                               | Robbie Amell                                                                     | Márkus Sándor                                                                               |                      | Vendég               | Megemlítve           |                      |                      |                      |                      |
| Ronnie Raymond (Föld-2)                      | Robbie Amell                                                                     | Márkus Sándor                                                                               |                      | Vendég               |                      |                      |                      |                      |                      |
| Jefferson "Jax" Jackson                      | Franz Drameh                                                                     | Sándor Péter                                                                                | Vendég               | Visszatérő           | Vendég               | Fő                   |                      |                      |                      |
| Dr. Martin Stein                             | Victor Garber                                                                    | Kőszegi Ákos                                                                                | Vendég               | Visszatérő           | Vendég               | Fő                   |                      |                      |                      |
| Julian Albert                                | Tom Felton                                                                       | Fehér Tibor                                                                                 |                      | Vendég               |                      |                      |                      |                      |                      |
| Eddie Thawne                                 | Rick Cosnett                                                                     | Szatory Dávid                                                                               |                      | Vendég               |                      |                      |                      |                      |                      |
| Allegra Garcia                               | Kayla Compton                                                                    |                                                                                             |                      | Fő                   |                      |                      |                      |                      |                      |
| Iris West-Allen                              | Candice Patton                                                                   | Szilágyi Csenge                                                                             | Vendég               | Fő                   | Vendég               | Vendég               |                      | Vendég               |                      |
| Iris West-Allen (Föld-2)                     | Candice Patton                                                                   | Szilágyi Csenge                                                                             |                      | Vendég               |                      |                      |                      |                      |                      |
| John Constantine                             | Matt Ryan                                                                        | Moser Károly (A Zöld Íjász), Pál András (A Holnap Legendái 3.évad/ Batwoman), Szakács Tibor | Visszatérő           | Vendég               |                      | Visszatérő           |                      | Vendég               |                      |
| Astra Logue                                  | Olivia Swann                                                                     | Kelemen Kata                                                                                |                      |                      |                      | Fő                   |                      |                      |                      |
| Ava Sharpe                                   | Jes Macallan                                                                     | Bertalan Ágnes                                                                              |                      |                      |                      | Fő                   |                      |                      |                      |
| Gary Green                                   | Adam Tsekhman                                                                    | Rada Bálint                                                                                 |                      |                      | Vendég               | Fő                   |                      |                      |                      |
| Nora Darhk                                   | Courtney Ford                                                                    | Ullmann Mónika, Majsai-Nyilas Tünde                                                         |                      |                      |                      | Fő                   |                      |                      |                      |
| Nathaniel "Nate" Heywood                     | Nick Zano                                                                        | Széles Tamás, Dózsa Zoltán                                                                  | Vendég               | Vendég               | Vendég               | Fő                   |                      |                      |                      |
| Gideon                                       | Amy Pemberton                                                                    | Balogh Anikó                                                                                | Vendég               | Vendég               | Vendég               | Fő                   |                      |                      |                      |
| Gideon                                       | Morena Baccarin                                                                  | Balogh Anikó                                                                                |                      | Fő                   |                      |                      |                      |                      |                      |
| Gideon (X-Föld)                              | Susanna Thompson                                                                 |                                                                                             |                      | Vendég               |                      | Vendég               |                      |                      |                      |
| Thea Quenn                                   | Willa Holland                                                                    | Molnár Ilona, Haffner Anikó                                                                 | Fő                   | Vendég               | Vendég               | Vendég               |                      |                      |                      |
| Roy Harper                                   | Colton Haynes                                                                    | Pálmai Szabolcs                                                                             | Fő                   |                      |                      |                      |                      |                      |                      |
| Joe West                                     | Jesse L. Martin                                                                  | Schneider Zoltán                                                                            |                      | Fő                   | Vendég               |                      |                      |                      |                      |
| Joe West (Föld-2)                            | Jesse L. Martin                                                                  | Schneider Zoltán                                                                            |                      | Vendég               |                      |                      |                      |                      |                      |
| Wally West                                   | Keiynan Lonsdale                                                                 | Vecsei Miklós, Csiby Gergely (Supergirl)                                                    |                      | Fő                   | Vendég               | Vendég               |                      |                      |                      |
| Jesse "Quick" Wells                          | Violett Beane                                                                    | Kókai Tünde                                                                                 |                      | Fő                   |                      | Vendég               |                      |                      |                      |
| Cecille Horton                               | Danielle Nicolet                                                                 | Törtei Tünde                                                                                |                      | Fő                   | Vendég               |                      |                      |                      |                      |
| Ralph Dibny                                  | Hartley Sawyer                                                                   |                                                                                             |                      | Fő                   |                      |                      |                      |                      |                      |
| Ryan Choi                                    | Osric Chau                                                                       |                                                                                             | Vendég               | Vendég               |                      | Vendég               |                      |                      |                      |
| Nora West-Allen                              | Jessica Parker Kennedy                                                           | Nagy Katica (Supergirl)                                                                     |                      | Fő                   | Vendég               |                      |                      |                      |                      |
| Bart Allen                                   | Jordan Fisher                                                                    |                                                                                             |                      | Fő                   |                      |                      |                      |                      |                      |
| Dr. Henry Allen                              | John Wesley Shipp                                                                | Rosta Sándor                                                                                |                      | Fő                   |                      |                      |                      |                      |                      |
| Jay Garrick (Föld-3)                         | John Wesley Shipp                                                                | Rosta Sándor                                                                                |                      | Vendég               |                      |                      |                      |                      |                      |
| Barry Allen (Föld-90)                        | John Wesley Shipp                                                                | Rosta Sándor                                                                                | Vendég               | Vendég               | Vendég               |                      |                      |                      |                      |
| Clark Kent(Föld 167)                         | Tom Welling                                                                      | Markovics Tamás                                                                             |                      |                      |                      |                      |                      | Vendég               |                      |
| Bruce Wayne(Föld 99)                         | Kevin Conroy                                                                     | Epres Attila                                                                                |                      |                      |                      |                      |                      | Vendég               |                      |
| Lucifer Morningstar (Föld 666)               | Tom Ellis                                                                        |                                                                                             |                      | Vendég               |                      |                      |                      |                      |                      |
| Helena Kyle (Föld 203)                       | Ashley Scott                                                                     |                                                                                             |                      | Vendég               |                      |                      |                      |                      |                      |
| Jefferson Pierce (Föld-?)                    | Cress Williams                                                                   | Maday Gábor                                                                                 |                      | Vendég               |                      | Vendég               | Fő                   |                      |                      |
| Curtis Holt                                  | Echo Kellum                                                                      | Papp Dániel                                                                                 | Fő                   |                      |                      | Vendég               |                      |                      |                      |
| Mia Smoak                                    | Katherine McNamara                                                               |                                                                                             | Fő                   | Vendég               | Vendég               |                      |                      | Vendég               |                      |
| Rene Ramirez                                 | Rick Gonzalez                                                                    |                                                                                             | Fő                   |                      |                      | Vendég               |                      |                      |                      |
| Dinah Drake                                  | Juliana Harkavy                                                                  |                                                                                             | Fő                   |                      |                      | Vendég               |                      |                      |                      |
| Laurel Lance                                 | Katie Cassidy                                                                    | Bognár Anna                                                                                 | Fő                   | Vendég               |                      | Vendég               |                      |                      |                      |
| Laurel Lance (Föld-2)                        | Katie Cassidy                                                                    | Bognár Anna                                                                                 | Vendég               | Vendég               |                      |                      |                      |                      |                      |
| Laurel Lance (X-Föld)                        | Katie Cassidy                                                                    | Bognár Anna                                                                                 |                      | Vendég               |                      |                      |                      |                      |                      |
| Quentin Lance                                | Paul Blackthorne                                                                 | Galbenisz Tomasz                                                                            | Fő                   | Vendég               |                      | Vendég               |                      |                      |                      |
| Quentin Lance (X-Föld)                       | Paul Blackthorne                                                                 | Galbenisz Tomasz                                                                            |                      | Fő                   |                      |                      |                      |                      |                      |
| Tommy Merlyn                                 | Colin Donnell                                                                    | Karácsonyi Zoltán                                                                           | Fő                   |                      |                      |                      |                      |                      |                      |
| Tommy Merlyn (X-Föld)                        | Colin Donnell                                                                    | Rada Bálint                                                                                 | Vendég               |                      | Vendég               |                      |                      |                      |                      |
| Ray Terrill (X-Föld)                         | Russell Tovey                                                                    |                                                                                             |                      | Vendég               | Vendég               | Vendég               |                      |                      |                      |
| Leonard Snart                                | Wentworth Miller                                                                 | Hevér Gábor                                                                                 |                      | Visszatérő           |                      | Fő                   |                      |                      |                      |
| Leonard "Leo" Snart (X-Föld)                 | Wentworth Miller                                                                 | Hevér Gábor                                                                                 |                      | Vendég               |                      | Vendég               |                      |                      |                      |
| Mon-El (Föld-38)                             | Chris Wood                                                                       | Dér Zsolt                                                                                   |                      | Vendég               | Fő                   |                      |                      |                      |                      |
| Lex Luthor (Föld-38)                         | Jon Cryer                                                                        | Fekete Zoltán                                                                               | Vendég               | Vendég               | Fő                   | Vendég               |                      | Vendég               |                      |
| Lena Luthor (Föld-38)                        | Katie McGrath                                                                    | Balogh Anna                                                                                 |                      |                      | Fő                   |                      |                      |                      |                      |
| James Olsen (Föld-38)                        | Mehcad Brooks                                                                    | Nagy Dániel Viktor                                                                          |                      |                      | Fő                   |                      |                      |                      |                      |
| Winslow 'Winn' Schott (Föld-38)              | Jeremy Jordan                                                                    | Molnár Áron, Márkus Sándor                                                                  |                      |                      | Fő                   |                      |                      |                      |                      |
| Kendra Saunders                              | Ciara Renée                                                                      | Bogdányi Titanilla                                                                          | Vendég               | Visszatérő           |                      | Fő                   |                      |                      |                      |
| Carter Hall                                  | Falk Hentschel                                                                   | Posta Victor                                                                                | Vendég               | Visszatérő           |                      | Fő                   |                      |                      |                      |
| A nagy Karmester (Föld-38)                   | Darren Criss                                                                     | Rada Bálint                                                                                 |                      | Vendég               | Vendég               |                      |                      |                      |                      |
| Malcolm Merlyn                               | John Barrowman                                                                   | Lux Ádám                                                                                    | Fő                   | Vendég               |                      | Vendég               |                      |                      |                      |
| Adrian Chase                                 | Josh Segarra                                                                     | Crespo Rodrigo, Joó Gábor                                                                   | Fő                   |                      |                      |                      |                      |                      |                      |
| Ra's Al Gul                                  | Matt Nable                                                                       | Petridisz Hrisztosz, Szabó Sipos Barnabás (A Holnap Legendái)                               | Fő                   |                      |                      | Vendég               |                      |                      |                      |
| Slade Wilson                                 | Manu Bennett                                                                     | Schnell Ádám                                                                                | Fő                   |                      |                      |                      |                      |                      |                      |
| Hunter Zolomon                               | Teddy Sears                                                                      | Pavletits Béla                                                                              |                      | Fő                   |                      |                      |                      |                      |                      |
| Deathstorm                                   | Robbie Amell, Milton Barnes, Danielle Nicolet, Alexa Barajas, Rick Cosnett       |                                                                                             |                      | Fő                   |                      |                      |                      |                      |                      |
| Damien Dahrk                                 | Neal McDonough                                                                   | Czvetkó Sándor                                                                              | Fő                   | Vendég               |                      | Vendég               |                      |                      |                      |
| Morgan Edge / Tal-Rho                        | Adrian Pasdar                                                                    | Bede-Fazekas Szabolcs                                                                       |                      |                      | Vendég               |                      |                      |                      |                      |
| Morgan Edge / Tal-Rho                        | Adam Rayner                                                                      | Kárpáti Levente                                                                             |                      |                      |                      |                      |                      |                      | Fő                   |
| Bizarro Tal-Rho (Bizzaro World)              | Adam Rayner                                                                      | Kárpáti Levente                                                                             |                      |                      |                      |                      |                      |                      | Vendég               |
| Dr. John Deegan                              | Jeremy Davies                                                                    |                                                                                             | Vendég               | Vendég               | Vendég               |                      |                      |                      |                      |
| Dr. John Deegan                              | Tyler Hoechlin                                                                   | Szatory Dávid                                                                               | Vendég               |                      | Vendég               |                      |                      |                      |                      |
| Mar Novu / Monitor                           | LaMonica Garrett                                                                 | Janicsek Péter                                                                              | Fő                   | Fő                   | Fő                   | Fő                   |                      | Fő                   |                      |
| Anti-Monitor                                 | LaMonica Garrett                                                                 | Janicsek Péter                                                                              | Fő                   | Fő                   | Megemlítve           | Fő                   |                      | Fő                   |                      |

Megjegyzések
1. ↑  Zöld Íjász
2. ↑  Amell a karakter X-Földön élő hasonmását is eljátszotta.
3. ↑  Flash
4. ↑  Gustin a karakter Föld-2-es verzióját is eljátszotta.
5. ↑  "A Sebesség Istene"
6. ↑  Tricoteux csak testét adta, hangja Tobin Bell volt, aki Tom Feltont is szinkronizálta Alkímaként.
7. ↑  Koncz szinkronizálta Tom Feltont is amikor az Alkímaként szerepelt.
8. ↑  Főgonosz a 3. évadban
9. ↑  Supergirl
10. ↑  Overgirl
11. ↑  Supergirl klónja
12. ↑  Fehér Kanári
13. ↑  Főszereplő az 1. évadtól, a Kapitány a 2. évadtól.
14. ↑  Első Batwoman
15. ↑  Második Batwoman
16. ↑  Főgonosz a 9. évadban
17. ↑  Atom
18. ↑  Főszereplő az 1. évadtól.
19. ↑  Superman (a 2006-os Superman visszatér film címszereplője)
20. ↑  Hőhullám
21. ↑  Superman
22. ↑  Batman
23. ↑  Batwing
24. ↑  Gyilkos Fagy
25. ↑  Panabaker a karakter Föld-2-es verzióját is eljátszotta.
26. ↑  A 6. évadtól két külön ember
27. ↑  Caitlin és Fagy fuziója
28. ↑  Vibráló
29. ↑  Valdes a karakter Föld-2-es, és egy alternatív valóságbeli verzióját is eljátszotta.
30. ↑  Rezonáló
31. ↑  Vixen (1942)
32. ↑  Őrszem
33. ↑  A 4. évadban az X-Földön élő hasonmásaként is.
34. ↑  Spártai
35. ↑  Vixen
36. ↑  Marsbéli Vadász
37. ↑  Inverz-Flash a 22. századból
38. ↑  Főgonosz az 1. évadban
39. ↑  Főgonosz a 2. évadban
40. ↑  tudós
41. ↑  Black-Flash
42. ↑  tudós-üzletember
43. ↑  író-dobos
44. ↑  magánnyomozó
45. ↑  Álmodó
46. ↑  Tűzvihar
47. ↑  Amell a karakter Föld-2-es verzióját is eljátszotta.
48. ↑  Halálvihar
49. ↑  Tűzvihar
50. ↑  Tűzvihar
51. ↑  Garber a karakter Föld-2-es hangját, és egy alternatív valóságbeli verzióját is eljátszotta.
52. ↑  Alkíma
53. ↑  Patton a karakter Föld-2-es, és egy alternatív valóságbeli verzióját is eljátszotta.
54. ↑  Démonvadász
55. ↑  Acél
56. ↑  A Hullámlovas mesterséges intelligenciája
57. ↑  Mesterséges Intelligencia a 22. századból (2166 előttről)
58. ↑  Spuri
59. ↑  Arzenál
60. ↑  Martin a karakter Föld-2-es, és egy alternatív valóságbeli verzióját is eljátszotta.
61. ↑  Kölyök Flash
62. ↑  Fürge Jesse
63. ↑  Elongated Man
64. ↑  XS
65. ↑  A karakter első megjelenése.
66. ↑  Impulse
67. ↑  Flash-ként az 1990-es sorozatban Stohl András.
68. ↑  Kiöregedett, félig visszavonult Flash
69. ↑  Flash (az 1990-es Flash sorozat címszereplője)
70. ↑  Superman (a Smallville sorozat címszereplője)
71. ↑  Kiöregedett makacs Batman
72. ↑  az ördög (a Lucifer az Újvilágban sorozat címszereplője)
73. ↑  The Huntress (a Birds of Prey sorozat egyik címszereplője)
74. ↑  Black Lightning
75. ↑  Mr. Tökély
76. ↑  új Zöld Íjász
77. ↑  Veszett Kutya
78. ↑  Fekete Kanári II
79. ↑  Harkavy teljesen más szerepben, 1 epizódban a Constantine-ban is játszott, így két nevesített Föld-1 karaktert is megformált.
80. ↑  Fekete Kanári
81. ↑  Fekete Szirén/ Fekete Kanári III
82. ↑  A Flash 2. évadban látjuk először a karaktert.
83. ↑  Fekete Szirén (X-Föld)
84. ↑  A Flash 4. évadban látjuk az X-Földi karaktert.
85. ↑  Az 1. évadban önmagaként.
86. ↑  A 4. évadban az X-Földön élő hasonmása.
87. ↑  Prométheusz (X-Föld)
88. ↑  A 3. évadban az X-Földön élő hasonmása itt jelent meg először.
89. ↑  The Ray
90. ↑  Fagy Kapitány
91. ↑  Főgonosz a 4. évadban
92. ↑  Őrző
93. ↑  Solyómlány
94. ↑  Solyómember
95. ↑  Sötét Íjász
96. ↑  Főgonosz az 1. évadban
97. ↑  A 2. évadban önmagaként, a 3. évadban egy alternatív álomvilágban, nem Malcolmként.
98. ↑  Prométheusz
99. ↑  Alteregójának megfelelője az X-Földön Tommy Merlyn. Főgonosz az 5. évadban
100. ↑  Főgonosz a 3. évadban
101. ↑  Deathstroke
102. ↑  Főgonosz a 2. évadban
103. ↑  "Jay Garrick" / Zoom
104. ↑  Sears a karakter Föld-1-es verzióját is eljátszotta.
105. ↑  Főgonosz a 2. évadban
106. ↑  Főgonosz a 8. évadban
107. ↑  Főgonosz a 4. évadban
108. ↑  Kiemelt szereplő a 2. és a 3. évadban.
109. ↑  Eradicator
110. ↑  Pasdar a karakter-t a Supergirl-ben játszotta.
111. ↑  Rayner a karakter-t a Superman és Lois-ban játszotta.
112. ↑  Főgonosz az 1. évadban
113. ↑  Hoechlin a karakter Superman verzióját játszotta.
114. ↑  Az Univerzumok őre
115. ↑  Monitor tükörképe

## Crossoverek
| TV Évad | Crossover Címe                        | Első Rész | Utolsó Rész        | Epizódok                                          | Epizódok                                              | Epizódok                                          | Epizódok                                          | Epizódok                                          | Epizódok         |
| TV Évad | Crossover Címe                        | Első Rész | Utolsó Rész        | A zöld íjász                                      | Flash – A Villám                                      | Supergirl                                         | A holnap legendái                                 | Batwoman                                          | Superman és Lois |
| ------- | ------------------------------------- | --- | ------------------ | ------------------------------------------------- | ----------------------------------------------------- | ------------------------------------------------- | ------------------------------------------------- | ------------------------------------------------- | ---------------- |
| 2014-15 | Flash a Zöld íjász ellen              | 2014. december 2. | 2014. december 3.  | 3. Évad 8. Rész A Bátor és a Vakmerő (2)          | 1. Évad 8. Rész Flash és az Íjász (1)                 |                                                   |                                                   |                                                   |                  |
| 2014-15 | Flash a Zöld íjász ellen              | Oliver és csapata Central Citybe érkezik, hogy a bumerángos gyilkost elkapják. Barry megkéri Olivert, hogy segítsen elkapni egy újabb metahumánt. Ray Bivolo különleges képességével képes elérni, hogy az emberek elveszítsék az önkontrolljukat és ezt kihasználva rabol bankokat. Oliver a maga nyers stílusában közli Barryvel, hogy még sokat kell fejlődnie. A bizonyítás vágya hajtja a Villámot, ezért egyedül indul a metahumán után. Akciója azonban balul sül el: Bivolo megfertőzni Barryt. Dr. Wells és Joe egyetért abban, hogy az Íjász nincs jó hatással a fiúra, így Cisco és Caitlin veszi át az irányítást a laborban. Oliver és csapata egy titokzatos gyilkos után kutat, aki bumeránggal végez az áldozataival. A nyomozás során kiderül, hogy nem csak ők, hanem az Argus is keresi a férfit, hiszen a legutóbbi áldozat az ő egyik ügynökük volt. Bumeráng kapitány végső célpontja pedig nem más, mint Lyla Michaels. Bosszút akar állni, amiért egy régebbi, balul sikerült akció után likvidálni akarták azt az osztagot, amelyiknek ő is tagja volt. |                    |                                                   |                                                       |                                                   |                                                   |                                                   |                  |
| 2015-16 | Hősök összefognak                     | 2015. december 1. | 2015. december 2.  | 4. Évad 8. Rész A Tegnap Legendái (2)             | 2. Évad 8. Rész A Ma Legendái (1)                     |                                                   |                                                   |                                                   |                  |
| 2015-16 | Hősök összefognak                     | Egy titokzatos halhatatlan Kendrára vadászik, a nőt Barry és Cisco Star Citybe viszi és Oliver segítségét kéri. Ezalatt Caitlin és Harrison létrehoz egy sebességgyorsítót, ám a teszteléshez szükségük lenne Jayre, aki visszautasítja a felkérést. Oliverék Central Citybe mennek, hogy segítsenek Barryéknek. Vandal Savage egy halhatatlan egyiptomi pap, aki az újjászületésük után minden életükben végez a napjainkban Carter és Kendra néven élő Sólyomemberrel és Sólyomlánnyal. |                    |                                                   |                                                       |                                                   |                                                   |                                                   |                  |
| 2015-16 | Világok Találkozása                   | 2016. március 28. | 2016. március 28.  |                                                   |                                                       | 1. Évad 18. Rész Világok Találkozása              |                                                   |                                                   |                  |
| 2015-16 | Világok Találkozása                   | Supergirl új szövetségese a Villám, aki egy alternatív univerzumból érkezik, hogy segítsen Karának. |                    |                                                   |                                                       |                                                   |                                                   |                                                   |                  |
| 2016-17 | Invázió                               | 2016. november 28. | 2016. december 1.  | 5. Évad 8. Rész Invázió 2. rész                   | 3. Évad 8. Rész Invázió 1. rész                       | 2. Évad 8. Rész Medúza                            | 2. Évad 7. Rész Invázió 3. rész                   |                                                   |                  |
| 2016-17 | Invázió                               | Barry Allen éppen hallgatja Harrison "H.R." Wells (Föld 19) személyt, amikor hirtelen a műholdon kapnak egy jelzéstː egy meteor a belvárosban felé tart. Barry odamegy, hogy megnézze, majd a meteor becsapódik a földbe. Kiderül hogy nem meteor, hanem egy űrhajó, amiben űrlények vannak. Találkozik Lyla-val, aki elmondjaː az űrlények Dominátoroknak hívják magukat. Lyla megtiltja Barry-nek, hogy beavatkozzon. Aki ennek dacára összeállítja a Flash csapatot, a zöld íjász csapatot, hogy a legendák nyomán megvédjék a várost az űrlényektől. De hogy megtudják, valójában mivel is állnak szemben, ahhoz segítség kell. Ezért elmegy a Föld 38-ra, ahol találkozik Kara Danvers / Supergirllel, aki elmondja, valójában kicsodák a Dominátorok. Elindul a harc, az egyik Dominátor telepít egy űrlény-készüléket, amivel tudja irányítani az embereket. Később a csapat nagyrészt a szerkezet irányítása alá kerül, csak Barry és Oliver ússza meg. Később sikerült elpusztítani a szerkezetet, majd egy fénysugár felteleportálja a hajóra Olivert, Saraht, Rayt, Johnt és Theat. be rakja egy kamrába ahol álmodnak az életükről és rájönnek arra hogy nem a valóság fel ébrednek és a hajón vannak és próbálnak megszökni. Amikor a kamrában álmodnak az elveszett szeretteikről álmodnak akkor egy kicsit később emlékképek jelennek meg és rájönnek ez nem a valóság meg próbálnak ki szabadulni sikerül nekik fel ébredni és az űrlény hajón ébrednek fel és egy űrlény hajón menekülnek de sajnos rájönnek az űrlények elkezdik őket megtámadni és utána Nathan az időhajó segítségével megmenti őket utána Ray hallott az egyik űrlényt hallani hogy egy titkos fegyverről beszélnek ami a földet vette célba. ezért a meta-humánokat akarják kiirtani ezért azt találták hogy, lehetne hatástalanítani egy a fegyvert el kell fogniuk egy Dominátort de azt nem tudják hogyan de Nathan segítségével egy újság cikkben kiderült hogy melyik évben jelentek meg a Dominátorok az évszám 1951-ben el rabolnak egy Dominátor hogy állítsák le a fegyvert ezért vissza utaznak az időben és Nathan és Cisco és Felicity és Mick és Amaya. Mind a négyen vissza mennek az időben Redmond, Oregon állam 1951-ben hogy egy Dominátor elvigyenek a saját évük-be de sajnos Mick hevessége miatt bajba kerülnek és mind a hármukat és a Dominátort egy különleges alakulat elviszi őket hogy kísérletezzenek rajtuk a Dominátort elkezdenek kísérletezni rajta. |                    |                                                   |                                                       |                                                   |                                                   |                                                   |                  |
| 2016-17 | Duett                                 | 2017. március 20 | 2017. március 21.  |                                                   | 3. Évad 17. Rész Duett (2)                            | 2. Évad 16. Rész Rossz-csillagzat (1)             |                                                   |                                                   |                  |
| 2016-17 | Duett                                 | Egy új gonosztevő érkezik National City-be, mely kihívás elé állítja Supergirl-t. Mindeközben, Winn barátnője, Lyra bajba sodorja Winn-t, így Maggie siet a fiú segítségére. Kara-t (Supergirl) kómába ejti egy titokzatos férfi, és a barátai a Föld 1-re hozzák. Hamarosan Barry is követi őt, és egy musicalben találják magukat. Az egyetlen módja, hogy kijussanak, az az, ha követik a forgatókönyvet. |                    |                                                   |                                                       |                                                   |                                                   |                                                   |                  |
| 2017-18 | Válság az X-földön                    | 2017. november 27. | 2017. november 28. | 6. Évad 8. Rész Válság az X-földön, 2. rész       | 4. Évad 8. Rész Válság az X-földön, 3. rész           | 3. Évad 8. Rész Válság az X-földön, 1. rész       | 3. Évad 8. Rész Válság az X-földön, 4. rész       |                                                   |                  |
| 2017-18 | Válság az X-földön                    | Barry és Iris esküvője összehozza a bandát, de a dolgok rosszul sülnek el, amikor az X-Földről érkezett gonosztevők megtámadják a násznépet. Az összes szuperhős akcióba lép, és egyesítik erejüket barátaikkal, többek között Citizen Colddal, The Ray-jel, Felicity Smoakkal, Iris Westtel és Alex Danvers-szel az eddigi legveszélyesebb ellenséggel szemben. A Föld legmenőbb szuperhősei – a Zöld Íjász, Supergirl, The Flash és White Canary – vezetik csapataikat a harcba a világ megmentésére. |                    |                                                   |                                                       |                                                   |                                                   |                                                   |                  |
| 2018-19 | Másvilágok                            | 2018. december 9. | 2018. december 11. | 7. Évad 9. Rész Másvilágok, 2. rész               | 5. Évad 9. Rész Másvilágok, 1. rész                   | 4. Évad 9. Rész Másvilágok, 3. rész               |                                                   |                                                   |                  |
| 2018-19 | Másvilágok                            | Supergirl, Flash és az Íjász életük harcát vívják. |                    |                                                   |                                                       |                                                   |                                                   |                                                   |                  |
| 2019-20 | Végtelen Világok Válsága              | 2019. december 8. | 2020. január 14.   | 8. Évad 8. Rész Végtelen világok válsága, 4. rész | 6. Évad 9. Rész Végtelen világok válsága, 3. rész     | 5. Évad 9. Rész Végtelen világok válsága, 1. rész | 5. Évad 1. Rész Végtelen világok válsága, 5. rész | 1. Évad 9. Rész Végtelen világok válsága, 2. rész |                  |
| 2019-20 | Végtelen Világok Válsága              | Világok élnek, világok meghalnak. |                    |                                                   |                                                       |                                                   |                                                   |                                                   |                  |
| 2021-22 | Armageddon                            | 2021. november 16. | 2021. december 14. |                                                   | 8. Évad 1-5. Rész Armageddon, 1-5. Rész               |                                                   |                                                   |                                                   |                  |
| 2021-22 | Armageddon                            | Egy hatalmas földönkívüli fenyegetés titokzatos körülmények között eléri a Földet, ezért Barry, Iris és a Flash csapat többi tagja a képességeik határát feszegetve kénytelen harcba szállni a világ megmentése érdekében. Azonban, mivel fogytán az idejük, és az emberiség sorsa a tét, Flashnek néhány régi barát segítségére van szüksége a győzelemhez. |                    |                                                   |                                                       |                                                   |                                                   |                                                   |                  |
| 2022-23 | Ez az én bulim, és meghalok ha akarok | 2023. április 26. | 2023. április 26.  |                                                   | 9. Évad 9. Rész Ez az én bulim, és meghalok ha akarok |                                                   |                                                   |                                                   |                  |
| 2022-23 | Ez az én bulim, és meghalok ha akarok | |                    |                                                   |                                                       |                                                   |                                                   |                                                   |                  |

### Crossover Shorts
| #  | Cím                                                   | Bemutató             | Adó     |
| -- | ----------------------------------------------------- | -------------------- | ------- |
| 1. | Arrow Meets The Flash                                 | 2014. május 15.      | YouTube |
| 2. | Team Arrow vs. Team Flash - The Guitar Hero Challenge | 2015. október 8.     | YouTube |
| 3. | Team Arrow vs. Team Flash - Guitar Hero Live Battle   | 2015. október 21.    | YouTube |
| 4. | Superhero/Supervillain Fight Club                     | 2015. április 16.    | YouTube |
| 5. | Superhero Fight Club 2.0                              | 2016. szeptember 29. | YouTube |
| 6. | Suit Up                                               | 2018. január 8.      | YouTube |
| 7. | Super Season                                          | 2018. augusztus 22.  | YouTube |
| 8. | Supergirl & the Charmed Sisters: Powers               | 2018. szeptember 14. | YouTube |

### További Sorozatok
Crossoverek, Sorozatok vagy Filmek karakter bevezetései
- Constantine (televíziós sorozat) (2014-2015)

A Másvilágok Crossover által bemutatott világok.
- A Villám (1990-1991) – Föld-90

### Végtelen világok válsága crossoverek
A Végtelen világok válsága Crossover számos univerzumot bemutatott, a DC Entertainment által létrehozott sorozatokat és filmeket, összekapcsolta az Arrowverzum-mal.
- Smallville (2001-2011) – Föld-167
- Lucifer az Újvilágban (2016-2021) – Föld-666
- Birds of Prey (2002-2003) – Föld-203
- Superman visszatér (2006) – Föld-96
- Titánok (2018-) – Föld-9
- Doom Patrol (2019-) – Föld-21
- Batman (1989) – Föld-89
- Batman (1966-1968) – Föld-66
- DC-moziuniverzum (2013-2023)
- Stargirl (2020-) – Föld-2
- Mocsárlény: A sorozat (2019) – Föld-19
- Zöld Lámpás (2011) – Föld-12

## Fejlesztések

### Tervezett 2021-es Crossover
A koronavírus-járvány miatt elhalasztották a Superman & Lois és Batwoman 2021-es crossover-t.

### Törölt Projektek
- 2021. január 8.-án bejelentették hogy A zöld íjász spin-off-át A Zöld Íjász és a Kanárik (Green Arrow and the Canaries) sorozatot a The CW törölte.
- 2021. május 24.-én bejelentették hogy a Fekete Villám spin-off-át a Painkiller sorozatot szintén a The CW törölte.

### Elkaszált Sorozatok
- 2020 szeptemberében bejelentették hogy a Supergirl sorozat a hatodik évaddal végetér.
- 2022 áprilisában a Batwoman sorozatot három évad után és A holnap legendái sorozatot hét évad után törölték.

## Külső hivatkozások
- A zöld íjász univerzuma a Rotten Tomatoeson (angolul)
- A zöld íjász univerzuma a PORT.hu-n (magyarul)